# Duitse kruiper

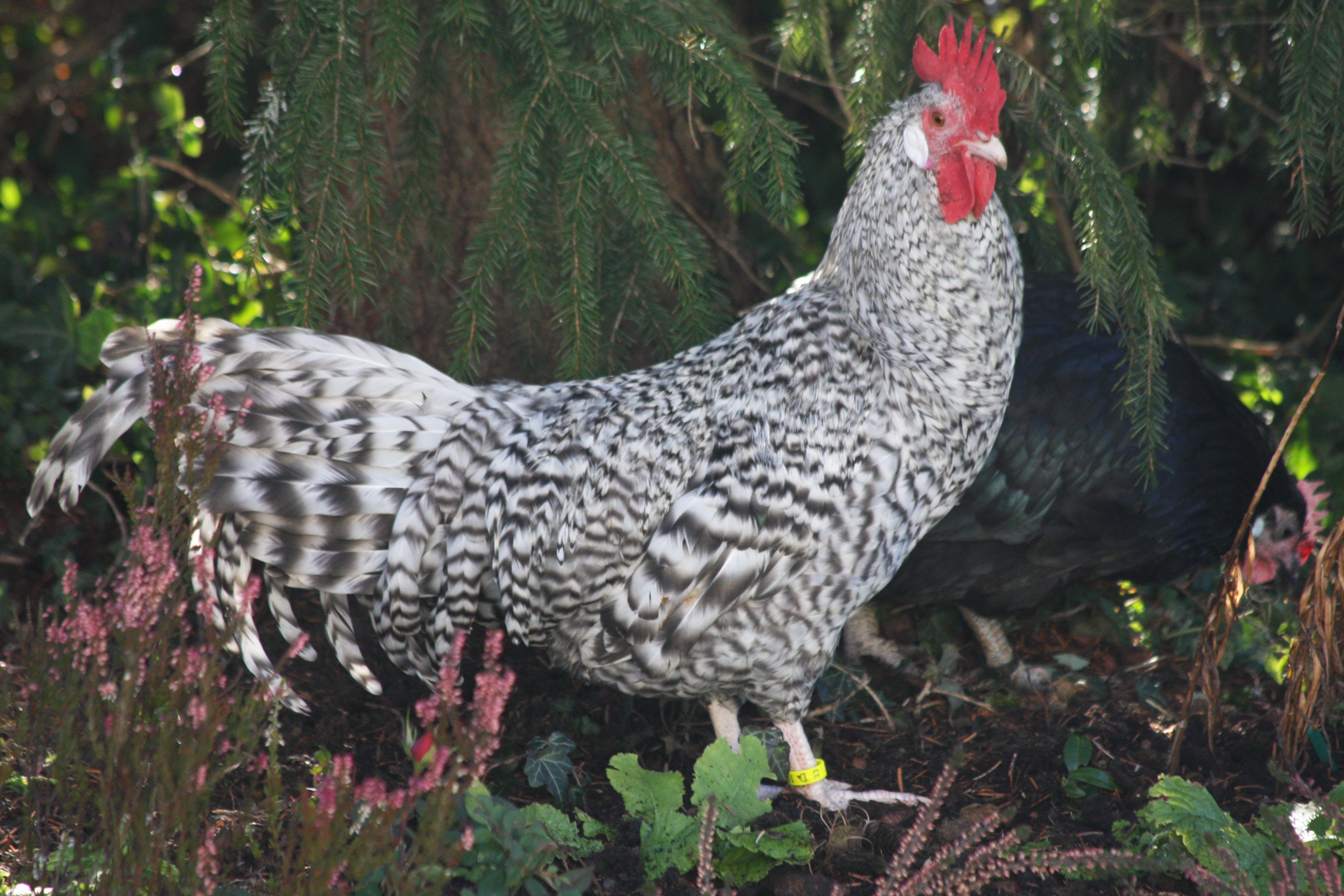
Haan (kleurslag koekoek)

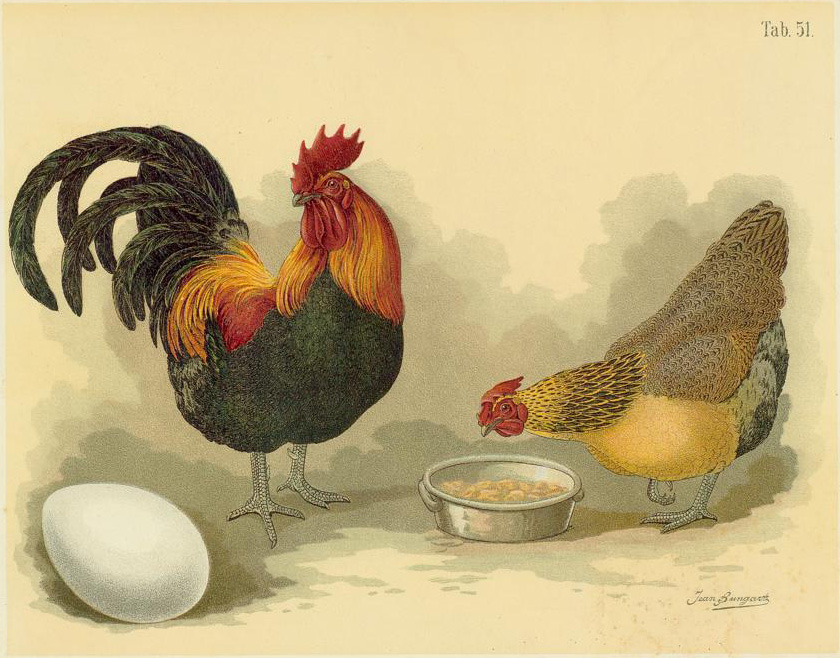
Patrijskleurige haan en hen (Jean Bungartz, 1885)

De Duitse kruiper is een kruiper: een landhoen met zeer korte loopbenen, dat uit het westen van Duitsland stamt. Het wordt tot de Bergse hoenderrassen gerekend. Het is een van de kruiperrassen die in verschillende Europese landen oorspronkelijk voorkomen. Er bestaat eveneens een krielvorm.

## Geschiedenis
Het ras werd de eerste keer beschreven in het boek „Avium Natura“ in 1555. Later werd het ras aangetroffen in het Bergse land, maar ook in Westfalen en Saksen. Nadat het Franse kruiperras namens "Courtes-Pattes" vrijwel volledig uitgestorven was, werd het met Duitse kruipers weer teruggefokt. De krielvorm, die eveneens uitgestorven was, werd aan het eind van de 20e eeuw teruggefokt door kruising met Duitse krielen.

## Kenmerken
Het typische voor de Duitse kruipers zijn de korte loopbenen, die zeven tot tien cm lang zijn. Het gewicht van de hen is 1,5 tot 2,0 kg, dat van de haan meestal onder 2,25 kg. De eieren zijn wit van kleur. De Duitse kruiper komt voor in de kleurslagen zwart, wit, koekoek, zwartwitgedobbeld, zwartgeelgedobbeld en patrijs. De krielvariant komt in de kleurslagen wit en zilverhalzig voor, in Frankrijk ook in de zwarte kleurslag.

## Genetica

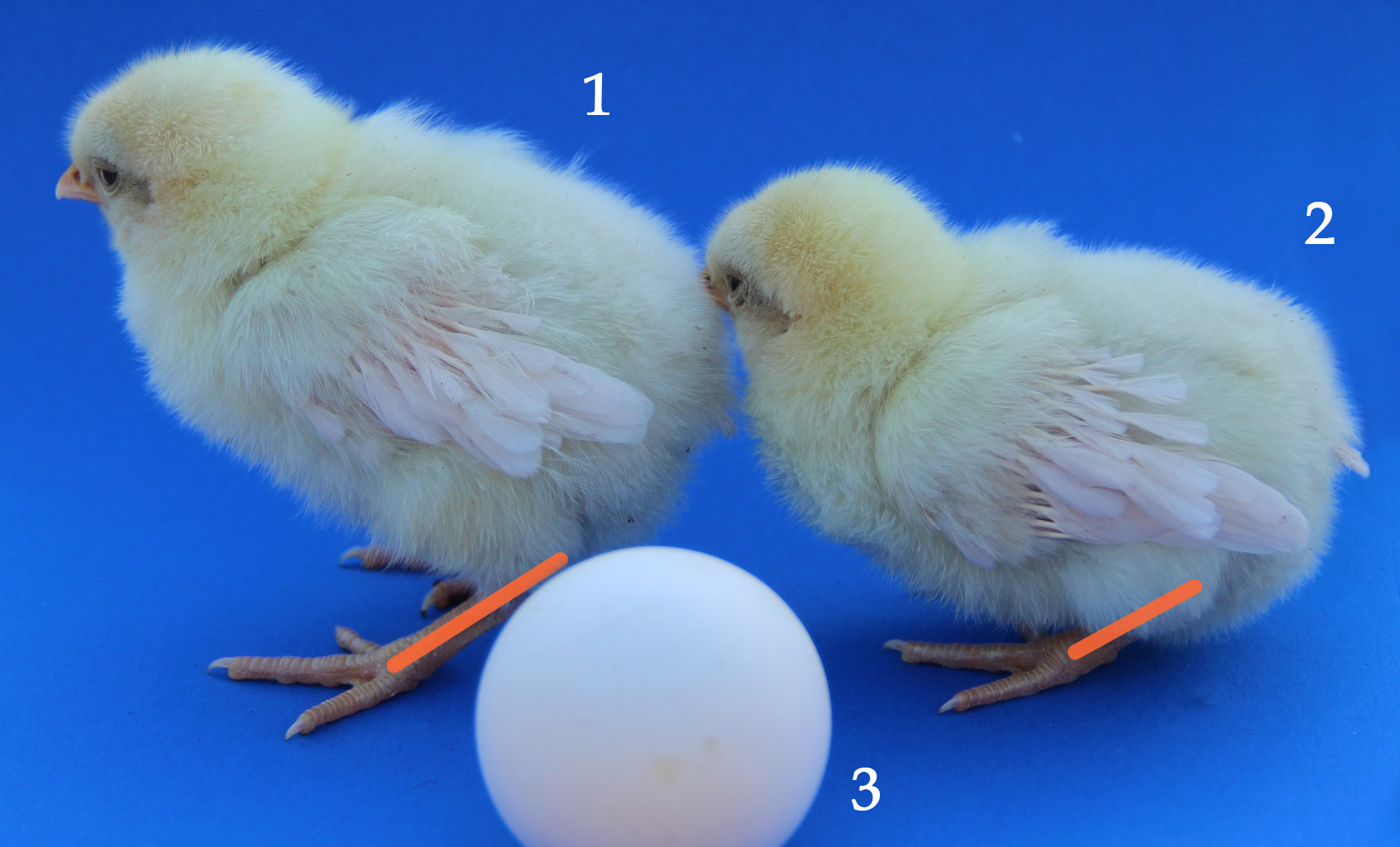
1: Langbenig kuiken, 2: kortbenig kuiken, 3: niet uitgekomen ei
(tarsuslengte oranje gemarkeerd)

De kortbenigheid wordt veroorzaakt door een autosomaal dominant verervend gen, dat Cp (van het Engelse "creeper") genoemd wordt. Omdat het homozygoot bezitten van dit gen tot de dood in het ei leidt, zijn levend geboren kruipers per definitie heterozygoot. Dit betekent dat 1/3 van de uit kruiperouders geboren kuikens geen Cp-gen bezitten en daarom langbenig zijn. 
Moleculairbiologisch onderzoek heeft aangetoond dat het ras genetisch zeer nauw verwant is met een ander Bergs kippenras, de Bergse hangkam.

## Zeldzaamheid
De Duitse kruiper is uiterst zeldzaam. Bij een nationale telling in 2013 werden in Duitsland 288 hennen en 79 hanen in alle kleurslagen tezamen gevonden. In 2001 werden het ras met de andere Bergse hoenderrassen door de Gesellschaft zur Erhaltung alter und gefährdeter haustierrassen (GEH) tot bedreigd ras van het jaar verkoren. Sperma van kruiperhanen is door het Bruno-Dürigen-Instituut ingevroren als genetische reserve.

## Speciaalclub
De Duitse speciaalclub Sonderverein der Krüper- und Zwergkrüperzüchter is in 1904 opgericht in Düsseldorf. In Nederland houdt de Nederlandse speciaalclub voor Duitse hoenderrassen zich met het ras bezig.